# Reumannplatz (metropolitana di Vienna)
Reumannplatz è una stazione della linea U1 della metropolitana di Vienna, inaugurata il 25 febbraio 1978. La stazione si trova nel 10º distretto di Vienna e fino al 2017, quando è entrato in servizio il prolungamento fino a Oberlaa, è stata il capolinea meridionale della linea U1.

## Descrizione
La stazione si sviluppa su due livelli in sotterranea sotto la corrispondenza tra Favoritenstraße e Reumannplatz, piazza dedicata al primo sindaco socialdemocratico di Vienna, Jakob Reumann. Ai treni si accede da una banchina a isola centrale. L'uscita di Quellenstraße è strutturata in modo da tenere separato il flusso dei passeggeri in arrivo da quelli in partenza dalla stazione.
Nelle immediate vicinanze della stazione si trovano la piscina monumentale Amalienbad, la nota gelateria Tichy e la Favoritenstraße, via dello shopping viennese.

## Ingressi
- Reumannplatz
- Quellenstraße